# 魔戒持有者
魔戒持有者（Ring-bearer）是托爾金（J. R. R. Tolkien）奇幻小說《魔戒》裡形容曾擁有至尊魔戒（One Ring）的人。
在《魔戒》，佛羅多·巴金斯（Frodo Baggins）在瑞文戴爾（Rivendell）舉行愛隆會議（Council of Elrond）被指定為魔戒持有者。他要在索倫（Sauron）的奴僕戒靈（Ringwraiths）在奪回至尊魔戒前，到魔多（Mordor）的末日裂縫（Crack of Doom）摧毀至尊魔戒。
另外兩位哈比人亦曾擁有魔戒，分別是比爾博·巴金斯（Bilbo Baggins，他在《哈比人歷險記》裡發現至尊魔戒）及佛羅多的同伴山姆·詹吉（Sam Gamgee，他在魔多曾短暫持有至尊魔戒）。由於他們是魔戒持有者，所以他們被准許到達海外仙境（Undying Lands）。
除了他們外，亦有其他人曾持有魔戒，但在托爾金作品裡卻不被視為魔戒持有者，他們包括：
- 索倫（Sauron），至尊魔戒的創造者。
- 埃西鐸（Isildur），他斬斷索倫的手指，獲得魔戒，在他死前，魔戒滑進安都因河（Anduin）。
- 咕噜（Gollum），他殺死好友德戈（Déagol），奪取魔戒，其後在佛羅多手上重新奪回魔戒，最終與魔戒一起遭到摧毀。
- 湯姆·龐巴迪（Tom Bombadil），至尊魔戒對他沒有效用。

另有兩人曾持有魔戒，但卻沒有佩帶它：第一個是德戈，他在安都因河發現魔戒，但旋即被殺。第二個是甘道夫（Gandalf），把至尊魔戒丟進佛羅多家裡的火爐（在彼得·傑克遜的電影裡，甘道夫嘗試在比爾博離開後拾取魔戒，但卻接觸到索倫的視線）。
有一說法指只有比爾博、佛羅多及山姆能負有「魔戒持有者」的稱號。比爾博在迷霧山脈（Misty Mountains）的洞窟迷路後發現魔戒，曾多次使用魔戒，但卻沒有利用魔戒強大的力量。佛羅多持有魔戒的目的是要摧毀它，同樣，山姆也是為了摧毀魔戒而持有它。這三人都被至尊魔戒的腐敗力量感染，但卻沒有腐化。
相對地，埃西鐸和咕嚕被至尊魔戒的力量腐化。至尊魔戒對湯姆·龐巴迪沒有效用，但他亦不能抵抗腐化力量。
其他魔戒的持有者亦可視為魔戒持有者。